# Heliosciurus undulatus
Heliosciurus undulatus är en däggdjursart som först beskrevs av Frederick W. True 1892.  Heliosciurus undulatus ingår i släktet solekorrar, och familjen ekorrar. IUCN kategoriserar arten globalt som otillräckligt studerad. Inga underarter finns listade i Catalogue of Life.

## Beskrivning
En stor, gulbrungrå solekorre med en lång, smal, tvärrandig svans med 10 till 14 omväxlande ljusa och svarta band. Håren på ryggsidan är tickade som hos vissa katter i svart, orange och vitt. Buksidan är gråvit till brungul. Färgen på ansikte, nos och fötter är något ljusare än den övriga ryggsidan. Individer från norra delen av utbredningsområdet är ljusare i färgen, de från den södra delen är gråare och inte lika färgrika, medan de från högre höjder är mörkare och djupare i färgen. Kroppslängden är 21 till 26 cm exklusive den 25 till 31 cm långa svansen.

## Ekologi
Habitaten utgörs av kust- samt galleriskogar. På Kilimanjaro når arten 1 800 meter över havet. Bona inrättas i håligheter i trädstammar eller grövre grenar.
Arten är allätare med tonvikt på vegetabilisk föda: Denna består av frukter, inklusive dadlar, frön, blad och skott samt insekter säsongvis.

## Utbredning
Denna ekorre förekommer i östra Afrika från sydöstra Kenya till nordöstra Tanzania, inklusive Zanzibar och Mafiaön.